# لیپنیتسا (کنیچ)
لیپنیتسا (به صربی: Lipnica) یک منطقهٔ مسکونی در صربستان است که در کنیچ واقع شده‌است. لیپنیتسا ۱۴٫۴۱ کیلومتر مربع مساحت و ۴۵۹ نفر جمعیت دارد و ۳۷۴ متر بالاتر از سطح دریا واقع شده‌است.